# نهائي كأس إسبانيا 1951
نهائي كأس إسبانيا 1951 وسُمي آنذاك نهائي كأس القائد العام هو النهائي رقم 49 في إطار البطولة التي بدأت سنة 1902 ، جمعت المباراة النهائية ناديّ برشلونة وريال سوسيداد بتاريخ 27 مايو 1951 في العاصمة الإسبانية مدريد وتمكن نادي برشلونة من الفوز بنتيجة 3-0 محققاً لقبة العاشر في البطولة .

## التفاصيل
| برشلونة                                                                     | 3–0 | ريال سوسيداد              |
| --------------------------------------------------------------------------- | --- | ------------------------- |
| سيزار ألفاريز 31' ، 67' · ماريانو جونزالفو 44' · المدرب · فيرديناند داوتشيك |     | المدرب بينيتو دياز إراولا |